# El Madher
El Madher – miasto w północnej Algierii, w prowincji Batina.